# Sonja Rasmussen
Sonja Rasmussen (født 4. marts 1961) er en dansk politiker, i perioden 1. januar 2010 - 31. december 2013 var borgmester i Kerteminde Kommune (oprindeligt uden for partierne, senere repræsenterende Borgerlisten).
Rasmussen er uddannet cand.scient.pol. og arbejdede indtil hun blev borgmester som ledelseskonsulent i Region Sjælland.
Hun blev valgt til Kerteminde Byråd for Socialdemokraterne ved kommunalvalget 2009, men valgte efterfølgende at melde sig ud af partiet og indgik en konstitueringsaftale med Venstre, Konservative, Dansk Folkeparti og Borgerlisten. Aftalen medførte, at hun selv blev borgmester.